# 古今書刻
《古今書刻》，明代周弘祖撰，共２卷。
《古今刻書》以省為單位，著錄明代刊書2000馀种以及前朝的石刻，分上、下两编。古今刻書反映明朝寫作風氣盛行，刻書事業亦隨之蓬勃發展，此書保存了大量珍贵的资料。